# 奧羅菲諾 (加利福尼亞州)
奧羅菲諾（英語：Oro Fino）是位於美國加利福尼亞州錫斯基尤縣的一個非建制地區。該地的面積和人口皆未知。

## 地理
奧羅菲諾的座標為41°34′49″N 122°55′17″W / 41.58028°N 122.92139°W，而該地的平均海拔高度為875米（即2871英尺）。